# Arigato
Arigato je třetí studiové album české hudební skupiny Mirai, vydané roku 2019 společností Universal Music s.r.o.

## Seznam skladeb
| Pořadí         | Název                  | Délka |
| -------------- | ---------------------- | ----- |
| 1.             | Otchi                  | 3:46  |
| 2.             | Chci tě mít do rána    | 2:47  |
| 3.             | Hometown               | 3:30  |
| 4.             | I přes to všechno      | 3:25  |
| 5.             | Achillova pata         | 4:20  |
| 6.             | Pojď ke mně blíž       | 4:05  |
| 7.             | Yahoda                 | 3:03  |
| 8.             | Být (vystěhovanej)     | 3:23  |
| 9.             | My 2 spolu             | 3:46  |
| 10.            | Billboardy             | 3:08  |
| 11.            | Chci tančit (Acoustic) | 4:59  |
| Celková délka: | Celková délka:         | 40:12 |

## Hudební aranžmá
1. Otchi – hudba: David Stypka, Ondřej Fiedler / text: O.Fiedler, Mirai Navrátil
2. Chci tě mít do rána – O.Fiedler / M.Navrátil
3. Hometown – O.Fiedler / M.Navrátil
4. I přes to všechno – O.Fiedler, M.Navrátil. D.Stypka
5. Achillova pata – O.Fiedler / M.Navrátil
6. Pojď ke mně blíž – Ben Cristovao, D.Stypka, O.Fiedler, M.Navrátil
7. Yahoda – D.Stypka, Marcel Procházka, O.Fiedler, M.Navrátil
8. Být (vystěhovanej) – D.Stypka, O.Fiedler, M.Navrátil
9. My 2 spolu – O.Fiedler, D.Stypka, M.Navrátil
10. Billboardy – O.Fiedler, D.Stypka, M.Navrátil
11. Chci tančit (Acoustic) – Jan "Pokáč" Pokorný, O.Fiedler, M.Navrátil